# Georg-Müller-Schule Bielefeld
Die Georg-Müller-Schule Bielefeld ist eine staatlich anerkannte, private evangelikale Bekenntnisschule mit drei Grundschulen (Bielefeld, Steinhagen, Senne) sowie einer Gesamtschule und einem Gymnasium. Getragen wird sie von dem Trägerverein der evangelikalen Bekenntnisschulen Bielefeld. Außerdem ist sie Mitglied im Verband evangelischer Bekenntnisschulen (VEBS). Namensgeber ist der deutsch-englische Waisenhausgründer Georg Müller (1805–1898).

## Geschichte
Die Georg-Müller-Schule wurde 1990 aus einer Elterninitiative heraus als staatlich anerkannte Ersatzschule mit evangelikalem Bekenntnis gegründet. Die Planungen für die Errichtung der ersten Grundschule begannen bereits 1988, doch erhielt man erst zum Schuljahr 1990/91 die staatliche Erlaubnis. Die Intention war, eine Schule ins Leben zu rufen, die sich an der Bibel orientiert und junge Menschen nach dem biblischen Menschenbild erzieht.

### 1990–1994 (Paulusstraße)
So begann man im Schuljahr 1990/91 mit ca. 45 Erstklässlern in Bielefeld-Mitte mit der Schularbeit. In den folgenden vier Jahren wurde die Schule auf ca. 180 Schüler in zweigleisigen Stufen ausgebaut. Bald stellte sich die Frage nach einer weiterführenden Schule, da der Gründungsjahrgang zum Schuljahr 1994/95 in die 5. Jahrgangsstufe wechseln würde. So mietete man im Bielefelder Stadtteil Ummeln ein Gebäude, das als provisorisches Unterrichtsgebäude genutzt werden sollte. Vom Kultusministerium bekam man auferlegt, bis zum Schuljahr 1996/97 ein Gebäude vorzuweisen, in dem Unterricht bis zur Jahrgangsstufe 10 stattfinden könne.

### 1994–1996 (Ummeln)
Eine Woche vor Beginn des Schuljahres 1994/95 erhielt man die endgültige Erlaubnis für den Betrieb einer Gesamtschule. 49 Schüler wurden von 4 Lehrern in zwei fünften Klassen unterrichtet. Es liefen nun zwei Schulbetriebe der Georg-Müller-Schulen parallel: Die Grundschule in Bielefeld-Mitte und die Gesamtschule in Bielefeld-Ummeln.
Zum Schuljahr 1995/96 kamen weitere 83 Schüler hinzu, die in nun 4 Klassen von 11 Lehrern unterrichtet wurden. Doch stieg mit der fortschreitenden Zeit auch der Druck, ein neues Gebäude zu finden. Zunächst dachte man daran, die Liegenschaft der Fachhochschule an der Wilhelm-Bertelsmann-Schule zu erwerben. Diese Möglichkeit erwies sich jedoch schnell als nicht sinnvoll. Deshalb wurde auf Anraten der Stadt Bielefeld im März 1995 ein 37.500 m² großes Grundstück in Bielefeld-Senne an der Buschkampstraße gekauft.
Hier sollte die Georg-Müller-Schule ihren endgültigen Standort finden. Die Schulleitung und der Förderverein rechneten mit einem weiteren großen Schülerandrang, weshalb ein großes Schulgelände vonnöten sein würde. Die Planung sah vor, dass in absehbarer Zeit auch die Grundschule von der Paulusstraße dazustoßen und auch die Möglichkeit bestehen sollte, das Abitur an der Schule zu absolvieren. So brauchte man nun für den Baubeginn die Erlaubnis des Stadtbezirks Senne sowie des Bau- und Stadtentwicklungsausschusses.
Aufgrund der konfessionellen Prägung der Georg-Müller-Schule barg die Diskussion ein großes Konfliktpotential, auch auf politischer Ebene. Besonders von Seiten der Grünen wurden schwere Vorwürfe erhoben. So wirke die Schule in der Bielefelder Schullandschaft als Fremdkörper und betreibe Abschottungspolitik. Als potenzielle Schüler der Georg-Müller-Schule seien vor allem evangelikale Christen aus der ehemaligen Sowjetunion zu erwarten, denen die Georg-Müller-Schule keine ausreichenden Integrationsbedingungen bieten könne.
Am 4. September 1995 lud die Georg-Müller-Schule zu einer Informationsveranstaltung ein, in der das Schulkonzept vorgestellt werden sollte. Vor mehr als 600 Bürgern erläuterten die Verantwortlichen der Georg-Müller-Schule, dass sie eine Schule seien, die sich auf die biblischen Grundlagen gründe. Dies heiße aber nicht, dass man sich abschotte und die Kinder ideologisch verblenden wolle. Vielmehr werde man die Kinder zu mündigen Persönlichkeiten mit sozialer Verantwortung und gesunder Kritikfähigkeit erziehen.
Am 14. September kam es schließlich zur Abstimmung im Senner Stadtbezirk. Hier setzte sich die CDU mit Hilfe der Stimmen der BfB mit 10:9 Stimmen gegen die Grünen und die SPD durch und damit für den Bau der Georg-Müller-Schule. Am 19. September jedoch entschied sich der Stadtentwicklungsausschuss mit 8:7 Stimmen gegen den Bau. Also musste die Entscheidung vom Hauptausschuss der Stadt Bielefeld gefällt werden, der sich in letzter Instanz gegen den Bau der Georg-Müller-Schule an der Buschkampstraße wandte.
Auf der Suche nach einem neuen Gebäude für die Errichtung der Schule konnte man sich bald für das Gelände der ehemaligen britischen Ripon-Kasernen im Stadtteil Stieghorst entscheiden. Auch stellte die Politik diesmal keine Hürden, so dass in einer gemeinsamen Sitzung der Bezirksvertretung Stieghorst, des Umwelt- und Stadtentwicklungsausschusses und des Hauptausschusses einstimmig für den Standort Stieghorst abgestimmt wurde.
Hier sollten vier Gebäude und ein 8000 m² großes Grundstück erworben werden, auf dem später auch die Grundschule angesiedelt und eine Turnhalle errichtet werden sollte. Der Umbau der Schule wurde vor allem durch viele ehrenamtliche Helfer aus den zahlreichen christlichen Gemeinden des Bielefelder Raums gewährleistet. So konnte die Schule zum Schuljahr 1997/98 von Ummeln nach Stieghorst umziehen. Die Grundschule blieb vorübergehend noch an der Paulusstraße, sollte später aber auch noch folgen. Erster Schultag am neuen Standort war der 18. August 1997.

### 1997–heute (Bielefeld, Stieghorst)
Im Schuljahr 1997/98 wurden 334 Schüler in 12 Klassen (5.–8. Klasse) von 21 Lehrern in den neuen Räumen der Georg-Müller-Schule unterrichtet. Zunächst war nur ein Gebäude fertiggestellt. Es dauerte neun Jahre bis zum Schuljahr 2005/06, bis alle vier Gebäude fertiggestellt waren. Zum Schuljahr 1999/2000 zog dann auch die Grundschule von der Paulusstraße nach Stieghorst um. 2003 konnte die neu errichtete Vierfach-Turnhalle eingeweiht werden. Im Schuljahr 1999/2000 gab es erstmals einen Abgangsjahrgang (10. Klasse), 2003 wurde an der Georg-Müller-Schule erstmals ein Abiturjahrgang verabschiedet. Seit dem 15. März 2005 besteht eine Partnerschaft mit der Scholengemeenschap Jacobus Fruytier (Apeldoorn, Niederlande); im Frühjahr 2017 ging die Georg-Müller-Schule eine Partnerschaft mit der Hope School (East London, Südafrika) ein.
Seit dem Schuljahr 2014/15 gibt es ein eigenständiges, zweizügiges Gymnasium (G8) und eine vierzügige Gesamtschule (G9 – mit Übergangsmöglichkeit in die gymnasiale Oberstufe). Beide befinden sich auf dem gemeinsamen Schulgelände in Bielefeld-Sieker. Das Gymnasium gehörte zunächst zu den drei Schulen in NRW, die noch weiterhin das G8-Modell praktizieren wollten. Wegen fehlender Anmeldezahlen wurde auch hier 2021 beginnend bei den unteren Klassen die Rückkehr zum G9-Abitur eingeleitet.

### 1997–heute (Steinhagen)
Im August 1997 wurde eine weitere Georg-Müller-Grundschule in Steinhagen (Kreis Gütersloh) gegründet. Sie liegt am Stadtrand von Steinhagen in ländlicher Umgebung und ist offen für alle Kinder – unabhängig von ihrer Nationalität oder der weltanschaulichen Prägung ihrer Eltern. In einem ehemals als Näherei genutzten Gebäude werden derzeit 211 Kinder in den Klassen 1 bis 4 unterrichtet. Zum Einzugsbereich der zweizügigen Schule gehören außer Steinhagen die westlichen und einige nördliche Stadtteile Bielefelds sowie die Bereiche Halle und Harsewinkel.
Seit Beginn des Schuljahres 2015/16 ist die Georg-Müller-Schule eine Private Halbtagsschule.

### 2007–heute (Senne)
2007 wurde für eine dritte Georg-Müller-Grundschule das ehemalige Gebäude der „Grundheider Schule“ aus dem Immobilienbestand der Stadt Bielefeld erworben. Kurz darauf fanden Sanierungsmaßnahmen statt, so dass 2008 der Betrieb mit einer ersten Klasse starten konnte. 2011 fand der vollständige Ausbau der Zweizügigkeit statt. Ein Jahr später wurde ein zusätzliches Pavillon-Gebäude in Betrieb genommen.

## Schulkonzept
An der GMS sollen die Richtlinien und Lehrpläne für die Grundschule so angewendet werden, dass die bibelorientierten Zielsetzungen bei der Gestaltung des Zusammenlebens und des Unterrichts zur Geltung kommen. Das Lehren und Lernen soll im Rahmen des christlichen Menschenbildes und der Erziehungsziele ein bewusst christliches Gepräge erhalten.
Die konkreten Unterrichtsziele basieren auf den Richtlinien für die Grundschule des Landes NRW. Die Rahmenrichtlinien führen aus: „Funktion der Richtlinien und Lehrpläne: ... In Bekenntnisschulen gemäß Art. 12 der Landesverfassung werden die Richtlinien und Lehrpläne so angewendet, dass die Grundsätze des betreffenden Bekenntnisses in Unterricht und Erziehung sowie bei der Gestaltung des Schullebens insgesamt zur Geltung kommen.“
Das gilt ebenso für die weiterführenden Schulen.

### Religionsunterricht
In der Georg-Müller-Schule erfährt der Ev. Religionsunterricht eine Aufwertung durch die konsequente Ausrichtung an der Bibel als dem verbindlichen Wort Gottes und somit als der Autorität, der sich der Schulträger und die Lehrer verpflichtet und verantwortlich fühlen.

### Biologieunterricht
Die Notwendigkeit, die Evolutionstheorie im Unterricht zu vermitteln, ergibt sich aus ihrer dominierenden Bedeutung im derzeitigen allgemeinen Denken. Sie soll sachlich vermittelt werden – und zwar als Theorie, als naturwissenschaftliches (Denk-)Modell. Von der Bibel her soll ihr unter Rückgriff auf Forschungsergebnisse kreationistischer Naturwissenschaftler die Schöpfungslehre gegenübergestellt werden und die Schüler sollen zu einer fundierten Auseinandersetzung mit beiden Modellen angeleitet werden. Der naturwissenschaftliche Unterricht soll den Schülern das Staunen über die Komplexität der Schöpfung Gottes ermöglichen.